# Finansielt marked
Finansielle markeder eller finansmarkeder er markeder, dvs. handelspladser, der omsætter finansielle instrumenter (værdipapirer). Finansmarkederne udfører dermed to vigtige opgaver, der er afgørende for en markedsøkonomi: For det første stiller de betalingsmidler til rådighed, der bevirker, at økonomiske transaktioner kan gennemføres smidigt og til lave omkostninger. For det andet formidler de kapital fra personer og andre aktører med et opsparingsoverskud til aktører med et opsparingsunderskud. Dermed gør de det muligt for borgere og virksomheder at adskille udgifter og indtægter over tid.
Finansielle markeder adskiller sig fra varemarkeder på flere måder. Prisdannelsen er fleksibel, så kurser og renter kan ændre sig hurtigt. Desuden er finansmarkederne det område, hvor den internationale integration er slået stærkest igennem, sådan at de finansielle markeder i dag i det store og hele er globale. Der er i mange lande ingen lovgivnings- eller skattemæssige barrierer for den finansielle kapitals internationale mobilitet, og transaktionsomkostningerne er omtrent lige store, uanset om man handler på de nationale eller de internationale markeder. Da de beløb, der bliver omsat på de globale finansielle markeder, er meget store i forhold til mange enkelte landes økonomier, kan de globale finansielle strømme have drastiske effekter på disse.

## Forskellige typer finansmarkeder
Finansielle markeder kan med fordel opdeles i de markeder, der vedrører likviditet til brug for betalingsformidling ved økonomiske transaktioner, dvs. pengemarkeder, og de markeder, der vedrører kapitalformidling, dvs. kapitalmarkeder. I praksis er der ikke en skarp grænse mellem de to, selvom man af praktiske grunde ofte bruger en afgrænsning ved værdipapirer med ét års varighed. De vigtigste institutioner på pengemarkederne er pengeinstitutter, mens der er flere forskellige væsentlige typer institutioner på kapitalmarkederne: pengeinstitutter, realkreditinstitutter, forsikrings- og pensionsselskaber, investeringsforeninger og børsmæglere.
En mere detaljeret opgørelse af finansielle markeder er
1. Pengemarkeder
2. Valutamarkeder
3. Aktiemarkeder
4. Obligationsmarkeder
5. Markeder for afledte finansielle instrumenter, dvs. derivater, f.eks. futures og optioner
6. Markeder for forsikringer, opdelt i skadesforsikring og livsforsikring

Råvaremarkeder, f.eks. markederne for olie, mineraler som guld og landbrugsvarer som hvede og tømmer, regnes normalt ikke med til de finansielle markeder i egentlig forstand, men har mange kendetegn tilfælles med dem. Således er handelen med råvarer også ofte organiseret på børser, priserne ændres hurtigt, råvarebørser betjener sig også af afledte instrumenter som futures, og prisudsvingene på råvarer og finansielle aktiver er tit korrelerede. Det skyldes, at priserne på begge markeder ofte vil afhænge af forventninger til den fremtidige økonomiske udvikling, og professionelle investorer betragter i et vist omfang produkterne på de to markeder som relevante substitutter for hinanden, når der skal foretages finansielle investeringer.

## Finansmarkederne og samfundsøkonomien
De finansielle markeder har meget stor betydning for samfundsøkonomien, bl.a. fordi de allokerer midlerne til opsparing og investeringer. Samtidig er der indbygget forskellige mekanismer i det finansielle system, der bevirker, at den kan være præget af incitamenter til overdreven gældsætning og risikotagning, og at priserne på finansielle aktiver ikke altid afspejler den samfundsmæssige investeringsrisiko. Det skyldes forskellige vigtige markedsfejl i sektoren, især forbundet med mangelfuld og asymmetrisk information på forskellige niveauer, som forvrider markedets funktionsmåde. Dermed er der en iboende tendens til ustabilitet på finansmarkederne, der i historiens løb i en række tilfælde har ført til finanskriser. Som følge heraf er de finansielle markeder og institutioner typisk også underlagt en detaljeret offentlig regulering. I Danmark er det primært Finanstilsynet, der har tilsyn med de finansielle markeder og aktører.